# Mishpatim (parashah)
Mishpatim (ebraico: מִּשְׁפָּטִים — tradotto in italiano: "leggi", seconda parola e incipit di questa parashah) diciottesima porzione settimanale della Torah (ebr. פָּרָשָׁה – parashah o anche parsha/parscià) nel ciclo annuale ebraico di letture bibliche dal Pentateuco, sesta nel Libro dell'Esodo. Rappresenta il passo 21:1-24:18 di Esodo, che gli ebrei leggono durante il diciottesimo Shabbat dopo Simchat Torah, generalmente a febbraio.
La prashah espone una serie di leggi, che alcuni studiosi chiamano il "Codice dell'Alleanza" (o "Libro dell'Alleanza"), e riporta l'accettazione dell'Alleanza (Bibbia) con Dio da parte del popolo ebraico.
Poiché la parashah descrive alcune delle leggi di Pesach, gli ebrei ne leggono una parte – Esodo 22:24-23:19 – come lettura iniziale della Torah durante il secondo giorno intermedio (ebraico: חוֹל הַמּוֹעֵד, Chol HaMoed) di Pesach.
Gli ebrei inoltre leggono la prima parte della parasha Ki Tisa, Esodo 30:11-16, che riguarda la tassa individuale di mezzo siclo, quale lettura biblica del maftir nello speciale Shabbat Shekalim, che spesso cade nello stesso Shabbat dellas parashah Mishpatim (come succede negli anni 2013, 2015, 2017 e 2018).

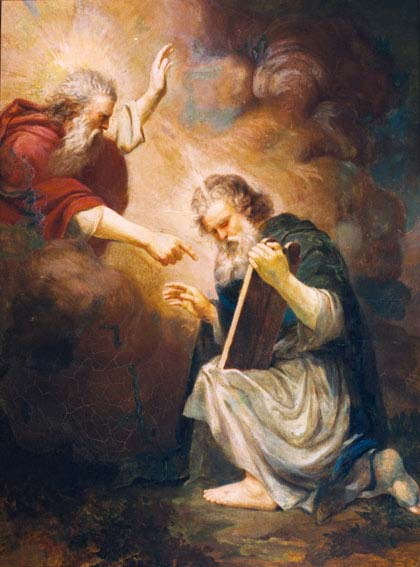
Mosè riceve le Tavole della Legge (dipinto di João Zeferino da Costa, 1868)

## Letture
Nella lettura biblica tradizionale dello Shabbat, la parashah viene suddivisa in sette parti, o in ebraico עליות‎?, aliyot.

### Prima lettura — Esodo 21:1–19
Nella prima lettura (ebraico: עליה, aliyah), Dio disse a Mosè di dare al popolo le leggi che riguardavano gli schiavi ebrei, omicidio, percuotere un genitore, rapimento, insultare un genitore, e assalire/colpire.

### Seconda lettura — Esodo 21:20–22:3
La seconda lettura (ebraico: עליה, aliyah) descrive le leggi dell'assalto (percosse), animali impazziti/omicidi, danni al bestiame, e furto.

### Terza lettura — Esodo 22:4–26
La terza lettura (ebraismo עליה, aliyah) illustra le leggi dei danni al raccolto, custodia e trasferimento, seduzione, stregoneria, Zoofilia (zooerastia), apostasia, far torto alle persone svantaggiate, e prestiti.

### Quarta lettura — Esodo 22:27–23:5
La quarta lettura (ebraico: עליה, aliyah) espone le leggi dei doveri verso Dio, integrità giudiziaria, e trattamento umanitario dei nemici.

### Quinta lettura — Esodo 23:6–19
La quinta lettura (ebraico: עליה, aliyah) riporta le leggi in merito agli indigenti, menzogne, corruzione, oppressione dei forestieri, l'anno sabbatico dei raccolti (ebraico: שמיטה, Shmita), lo Shabbat, non pronunciare il nome di altri dei, il Festival dei Tre Pellegrinaggi (ebraico: שָׁלוֹשׁ רְגָלִים, Shalosh Regalim), sacrifici (ebraico: קָרְבָּן, korban), e Primizie (ebraico: ביכורים, Bikkurim).

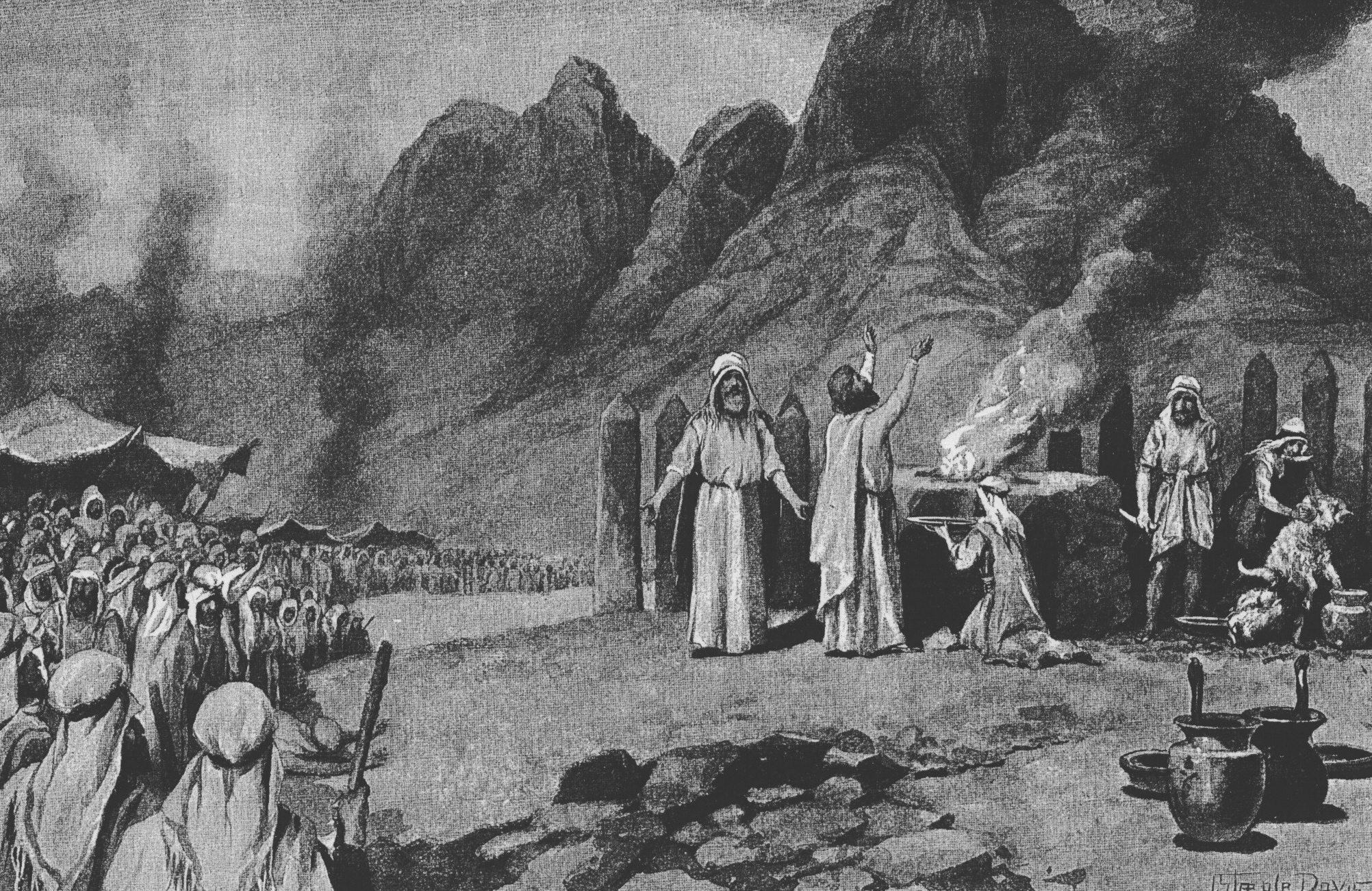
Conferma dell'Alleanza (illustrazione di John Steeple Davis, 1900 ca.)

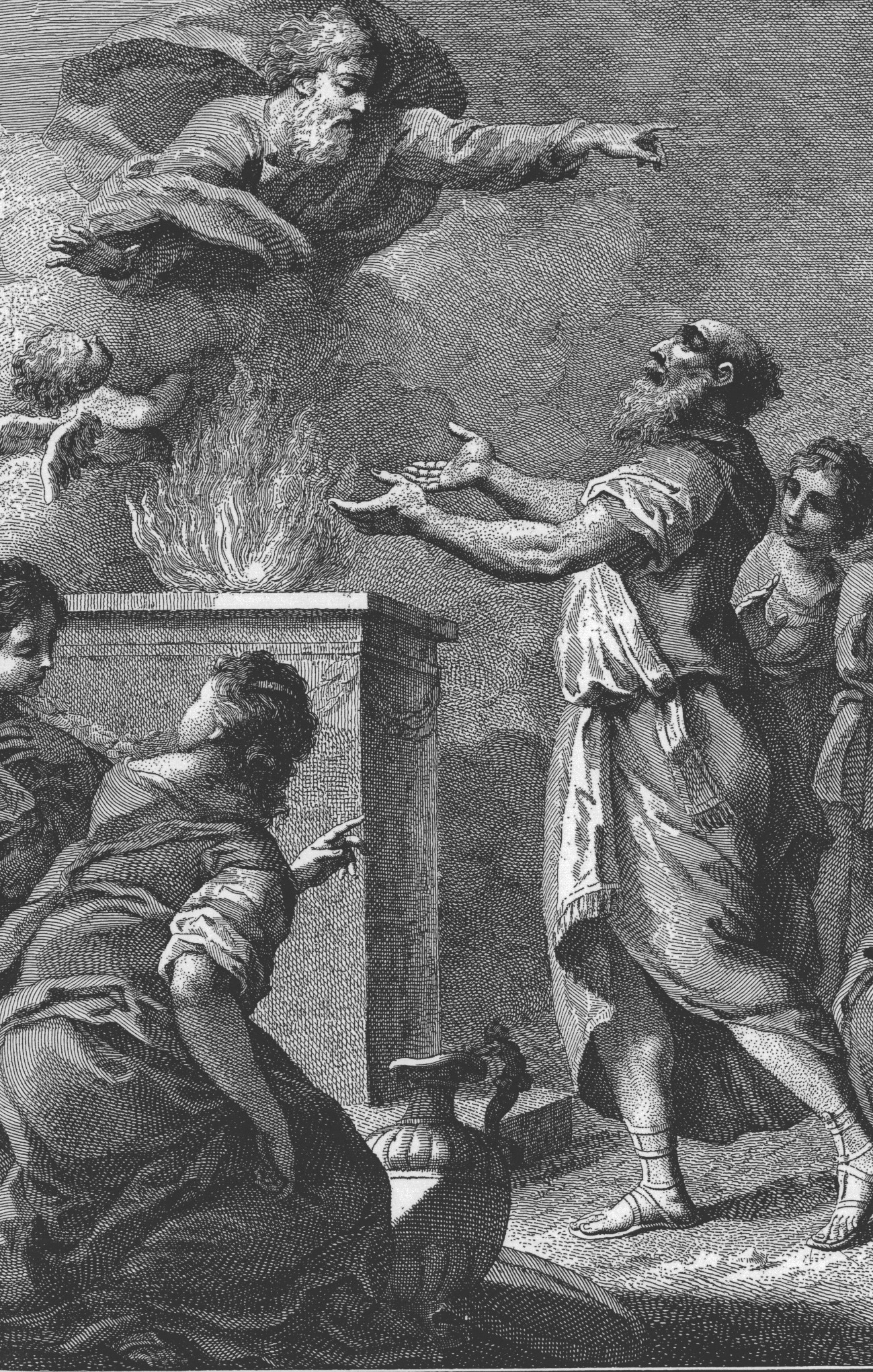
Mosè e gli anziani vedono Dio (illustrazione di Jacopo Amigoni, XVIII sec.)

### Sesta lettura — Esodo 23:20–25
Nella breve sesta lettura (ebraico: עליה, aliyah), Dio promise di mandare un angelo agli Israeliti, che li accompagnasse al luogo che Dio aveva preparato. Dio istruì gli Israeliti di obbedire all'angelo, e se lo avessero fatto, Dio sarebbe stato nemico dei loro nemici. Gli Israeliti non dovevano servire altri dèi, ma solo Dio.

### Settima lettura — Esodo 23:26–24:18
Nella settima lettura (ebraico: עליה, aliyah), Dio promise un premio a chi l'avrebbe obbedito. Dio invitò Mosè, Aronne, Nadab, Abiu e 70 anziani di prostrarsi da lontano. Mosè ripeté i comandamenti al popolo, che rispose: "Tutti i comandi che ha dati il Signore, noi li eseguiremo!" Mosè poi scrisse tutti i comandamenti. Eresse un altare e alcuni giovani israeliti offrirono dei sacrifici. Moè lesse il Patto ad alta voce al popolo, che nuovamente confermò obbedienza. Mosè prese del sangue dai sacrifici e lo asperse sul popolo. Poi Mosè, Aronne, Nadab, Abihu e i 70 anziani di Israele salirono, videro Dio, mangiarono e bevettero. Mosè e Giosuè si alzarono, e Mosè salì sul Monte Sinai, lasciando Aronne e Cur a presiedere sulle faccende giuridiche. Una nube coprì la montagna, nascondendo la Presenza di Dio per sei giorni, e apparendo agli Israeliti come un fuoco in cima alla montagna. Mosè entrò nella nube e rimase sulla montagna per 40 giorni e notti.

## Interpretazione intrabiblica
La parashah ha paralleli o viene discussa nelle seguenti fonti bibliche:

### Stele di pietra
In Genesi 28:18 Giacobbe prese la pietra sulla quale aveva dormito e la eresse come stele (ebraico: מַצֵּבָה, matzeivah), e versò dell'olio sulla sua cima. Esodo 23:24 in seguito diresse gli Israeliti a fare a pezzi le steli dei Canaaniti (ebraico: מַצֵּבֹתֵיהֶם, matzeivoteihem). Levitico 26:1 diresse poi gli israeliti a non erigere immagini scolpite o steli (ebraico: מַצֵּבָה, matzeivah). Inoltre Deuteronomio 16:21 proibì loro di erigere alcun palo sacro o stele (ebraico: מַצֵּבָה, tzevahma), "che il Signore tuo Dio ha in odio."

## Interpretazione rabbinica classica
La parashah è discussa nelle seguenti fonti rabbiniche dell'era mishnaica e talmudica:

## Comandamenti
Secondo lo Sefer ha-Chinuch, in questa parashah ci sono 23 comandamenti positivi e 30 negativi:
- Acquistare uno schiavo ebreo secondo le rispettive leggi[56]
- Promettere l'ancella ebrea[57]
- Riscattare l'ancella ebrea[57]
- Il padrone non deve vendere la sua ancella ebrea.[57]
- Non diminuire/trattenere cibo, vestiario o relazioni sessuali dalla propria moglie[58]
- I tribunali devono mettere a morte coloro che se lo meritano.[59]
- Non percuotere padre o madre[7]
- I tribunali devono applicare le leggi contro coloro che assalgono altri o danneggiano la proprietà d'altri.[60]

- I tribunali devono far eseguire la pena capitale di spada.[61]
- I tribunali devono giudicare i danni causati da bestiame che incorna.[62]
- Non profittare da un bue condannato alla lapidazione[62]
- I tribunali devono giudicare i danni causati da cisterne.[63]
- I tribunali devono far eseguire misure punitive contro i ladri.[64]
- I tribunali devono giudicare i danni provocati da un animale che pascola abusivamente.[65]
- I tribunali devono giudicare i danni provocati dal fuoco.[66]
- I tribunali devono applicare le leggi di custodia non retribuita.[67]
- I tribunali devono applicare le leggi del querelante e del colpevole.[68]
- I tribunali devono far eseguire le leggi della custodie e del depositario.[69]
- I tribunali devono applicare le leggi del prestito.[70]
- I tribunali devono multare chi seduce una vergine.[71]
- I tribunali non devono lasciar vivere chi pratica magia.[72]
- Non insultare o recar danno ad un converso sincero[73]
- Non imbrogliare finanziariamente un converso sincero[73]
- Non affliggere/opprimere un orfano o una vedova[74]
- Far prestito al povero e all'indigente[75]
- Non obbligarli al pagamento se non possono ripagare[75]
- Non intermediare in un prestito ad interesse, o far da garante, testimone, o scrivere una cambiale[75]
- Non maledire i giudici[76]
- Non bestemmiare[76]
- Non maledire il capo di Stato o il capo del Sinedrio[76]
- Non premettere una decima all'altra, ma separarle nel giusto ordine[77]
- Non mangiare carne di un animale ferito mortalmente[78]
- I giudici non devono accettare testimonianza se non con entrambe le parti presenti.[79]
- I trasgressori non devono testimoniare.[79]
- Il tribunale non deve sentenziare con una maggioranza di uno; si richiede almeno la maggioranza di due.[80]

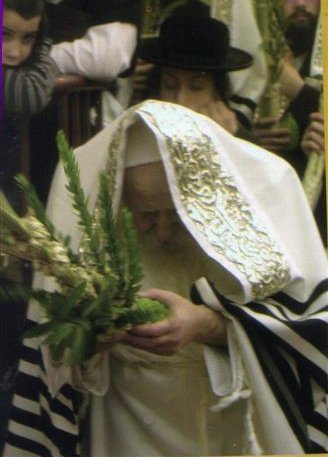
Celebrazione di Sukkot

- Un giudice che ha presentato un appello di assoluzione non deve presentare un caso di punizione capitale.[80]
- Decidere per maggioranza in caso di disaccordo[80]
- Non aver compassione del povero in giudizio.[81]
- Aiutare il prossimo a rimuovere il carico da un animale che non riesce più a sostenerlo.[82]
- Un giudice non deve decidere ingiustamente nel caso di un trasgressore recidivo.[83]
- I tribunali non devono condannare a morte in base a prove circostanziali.[84]
- I giudici non devono accettare tangenti.[85]
- Lasciar libero il prodotto dell'anno sabbatico.[86]
- Riposarsi nello Shabbat[87]
- Non giurare in nome di un idolo.[88]
- Non far diventare gli Israeliti idolatri[88]
- Celebrare i tre Festival di Pesach, Shavuot e Sukkot[89]
- Non macellare l'agnello pasquale quando si è in possesso di lievito[90]
- Non lasciare il grasso durante la notte.[90]
- Metter da parte i primi frutti e portarli al Tempio.[91]
- Non consumare carne e latte cotti insieme.[91]
- Non stipulare trattati con le sette nazioni che devono essere estirpate, né con adoratori di idoli[92]
- Non lasciarli abitare sulla tua terra.[93]

## Nella liturgia
Le leggi del servitore Esodo 21:1-11 forniscono un'applicazione della decima regola delle Tredici Regole che interpretano la Torah nella Baraita di Rabbi Ishmael che molti ebrei leggono quale parte delle letture prima del servizio di preghiera di Pesukei Dezimra. La decima regola afferma che un articolo incluso in una generalizzazione che viene poi esaminato individualmente per discutere qualcosa di tipo differente dalla generalizzazione, viene individuato per essere più indulgente e/o più severo. Esodo 21:1-6 descrive le leggi del servo ebreo a contratto, che viene liberato dopo sei anni. Inoltre Esodo 21:7-11 prende in considerazione la serva ebrea a contratto, che poteva pensarsi inclusa nella generalizzazione sui servi a contratto. Invece Esodo 21:7 dice che le sue maniere di venir liberata dalla servitude non sono le stesse dell'uomo servo. Infatti la Torah applica una regola più clemente alla serva ebrea donna, dato che può essere liberata dopo sei anni — quando raggiunge la pubertà o alla morte del padrone. Esodo 21:7-11 applica una più stretta regola alla donna ebrea a contratto, che sia stata promessa in matrimonio contro volontà al suo padrone o a suo figlio.
Le leggi di trasgressione in Esodo 22:8 forniscono un esempio della sesta delle Tredici Regole di interpretazione della Torah nella Baraita di Rabbi Ishmael. La sesta regola asserisce che, quando una generalizzazione viene seguita da una specificazione seguita a sua volta da una generalizzazione, non si possa dedurne nulla, tranne ciò che è simile alla specificazione. Si potrebbe considerare le generalizzazioni come insegnamenti che tutte le cose sono incluse, ma la specificazione implica che solo gli articoli specifici sono inclusi. La regola risolve la contraddizione apparente inferendo che tutto sia incluso, a patto che sia simile agli articoli specificati. Quindi Esodo 22:8 inizia riferendsi a “Qualunque sia l'oggetto della frode” e conclude riferendosi a “qualunque oggetto perduto” — due generalizzazioni. Ma tra le due generalizzazioni, Esodo 22:8 si riferisce ad un numero specifico di articoli — “di un bue, di un asino, di un montone, di una veste.” Applicando la sesta regola, si insegna che la penalità viene applicata agli oggetti mobili con valore intrinseco — come un bue, asino, pecora o veste — ma non a beni immobili e non a contratti, che non hanno valore intrinseco.
Alcuni ebrei recitano Esodo 23:20 tre volte quale parte della Preghiera del Viandante (Tefilat HaDerech), detta all'inizio di un viaggio.
Alcuni ebrei recitano le parole “faremo e eseguiremo” in Esodo 24:7 come parte della canzone (zemer) Yom Shabbaton declamata durante il pasto dello Shabbat.

## Maqam settimanale
Nella Maqam settimanale, gli ebrei sefarditi ogni settimana basano i loro canti del servizio religioso sul contenuto della rispettiva parashah settimanale. Per la Parashah Mishpatim, i sefarditi usano la Maqam Saba, una maqam che esprime l'Alleanza tra uomo e Dio. Tale maqam è appropriata per questa parashah, poiché esprime l'obbedienza a Dio e il rispetto del Patto, nell'osservanza dei comandamenti e la pratica dei mitzvot.

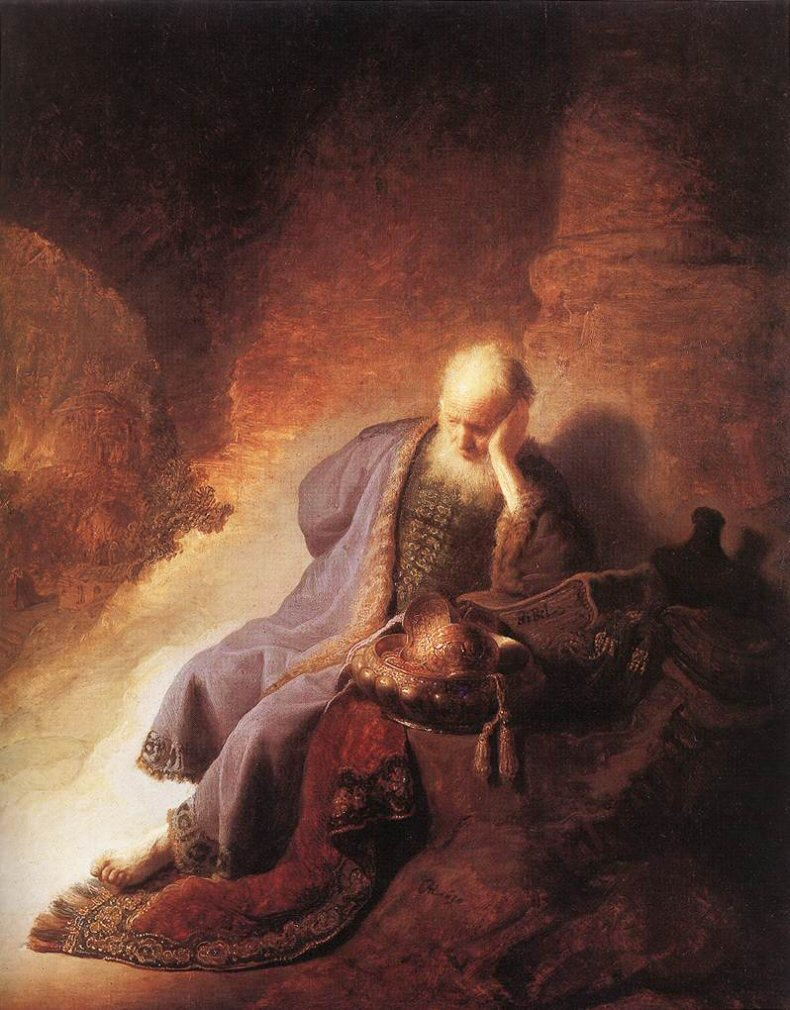
Geremia che lamenta la distruzione di Gerusalemme (dipinto di Rembrandt, 1630)

## Haftarah

### Generalmente
La haftarah della parashah è Geremia 34:8-22 e Geremia 33:25-26.

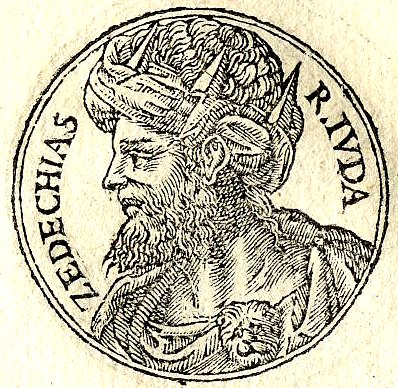
Sedecia (incisione di Guillaume Rouille, 1553)

### Riassunto
La parola del Signore fu rivolta a Geremia dopo che il re Sedecia ebbe concluso un'alleanza con tutto il popolo che si trovava a Gerusalemme, di proclamare la libertà degli schiavi, rimandando liberi ognuno il suo schiavo ebreo e la sua schiava ebrea, "cosicché nessuno costringesse più alla schiavitù un giudeo suo fratello." Tutti i capi e tutto il popolo acconsentirono a rimandare liberi i propri schiavi, ma poi si pentirono e li ripresero in schiavitù.
Allora il Signore rivolse queste parole a Geremia: «Io ho concluso un'alleanza con i vostri padri, quando li ho fatti uscire dal paese d'Egitto, da una condizione servile, dicendo: Al compiersi di sette anni rimanderà ognuno il suo fratello ebreo che si sarà venduto a te; egli ti servirà sei anni, quindi lo rimanderai libero disimpegnato da te; ma i vostri padri non mi ascoltarono e non prestarono orecchio. Ora voi oggi vi eravate ravveduti e avevate fatto ciò che è retto ai miei occhi, proclamando ciascuno la libertà del suo fratello; voi avevate concluso un patto davanti a me, nel tempio in cui è invocato il mio nome. Ma poi, avete mutato di nuovo parere e profanando il mio nome avete ripreso ognuno gli schiavi e le schiave... Perciò dice il Signore: Voi non avete dato ascolto al mio ordine... ora, ecco, io affiderò la vostra liberazione alla spada, alla peste e alla fame e vi farò oggetto di terrore per tutti i regni della terra.» Dio avrebbe consegnato ai loro nemici i capi di Giuda, i capi di Gerusalemme, gli ufficiali, i sacerdoti e tutto il popolo che aveva trasgredito l'alleanza con Dio, che aveva sigillato l'alleanza tagliando in due un vitello e passando attraverso le due metà di tale vitello, e i loro cadaveri sarebbero stati cibo per avvoltoi. E Dio avrebbe dato Sedecia re di Giuda e i suoi capi in mano ai loro nemici, in mano a coloro che attentano alla loro vita e in mano all'esercito del re di Babilonia, che sarebbe ritornato a bruciare Gerusalemme e a distruggere le città di Giuda.
La Haftarah si conclude ritornando a Geremia 33:25-26 con Dio che dice: «Se non sussiste più la mia alleanza con il giorno e con la notte, se io non ho stabilito le leggi del cielo e della terra, in tal caso potrò rigettare la discendenza di Giacobbe e di David mio servo, così da non prendere più dai loro posteri coloro che governeranno sulla discendenza di Abramo, di Isacco e di Giacobbe. Poiché io cambierò la loro sorte e avrò pietà di loro».

### Collegamento alla Parashah
Sia la parashah che la haftarah illustrano la legge che richiede la liberazione di schiavi ebrei. Entrambe usano le parole “ebreo” (ivri), “schiavo” o “servo” (eved), “libero” (chofshi), e “alleanza” (brit). La haftarah cita la parashah letteralmente. Inoltre la haftarah espone l'ambientazione della parashah (descritta nella precedente parashah), il tempo quando Dio fece uscire gli Israeliti “dal paese d'Egitto, da una condizione servile.”

### Shabbat Shekalim
Quando la parashah coincide con lo speciale Shabbat Shekalim (come succede negli anni 2013, 2015, 2017 e 2018), la haftarah è 2 Re 12:1-17. La tradizione profetica ebraica della Cabala, talvolta anche "estatica", spiega di una tra le visioni profetiche: quella di uno "shekel" "celeste"; vi sono anche visioni di angeli, secondo la Torah: infatti nel Chumash e generalmente nel Tanakh, oltre alla descrizione di queste, è presente anche quella di altri strumenti divini e della Manifestazione di Dio; il Talmud, come l'esegesi mistica ebraica "in genere", spiega della Yeshivah celeste, oltre quelle "terrene"; ciò non deve essere confuso con il Gan Eden "comune" e/o col Pardes, seppur siano presenti correlazioni.

## Riferimenti
La parashah ha paralleli o viene discussa nelle seguenti fonti (EN, HE, IT, YI) (DE) :

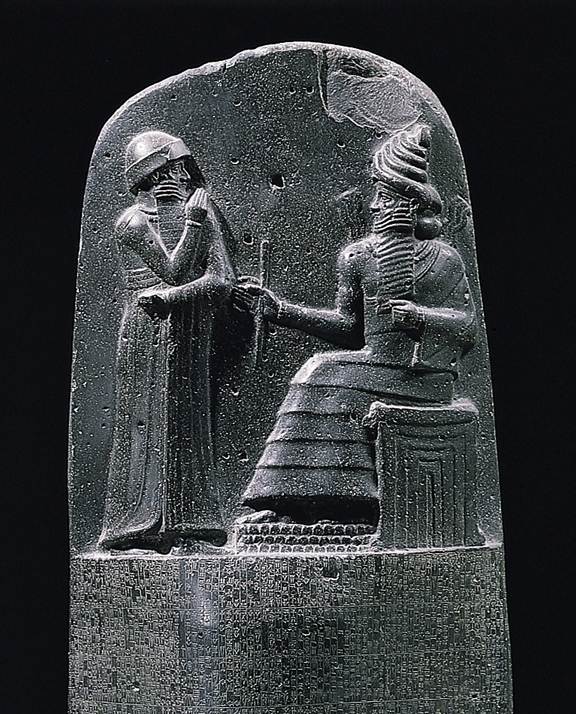
Hammurabi

### Antichi
- Leggi di Eshnunna 53–55. Sumer, circa 2100 a.e.v. Ristampato su Reuven Yaron. The Laws of Eshnunna. Brill Academic Publishers, 1997. ISBN 90-04-08534-3. (bue che incorna).
- Codice di Hammurabi 194–214, 250–51. Babilonia, circa 1780 a.e.v. Rist. su James B. Pritchard. Ancient Near Eastern Texts Relating to the Old Testament, 175, 178. Princeton: Princeton University Press, 1969. ISBN 0-691-03503-2. (lex talionis, bue che incorna).

### Biblici
- 31:39[124] (animali domestici preda di bestie feroci).
- 12:3-27[125], 43–49 Archiviato l'11 maggio 2013 in Internet Archive. (Pesach); 13:6-10[126] (Pesach); 34:22-26[127] (festival dei tre pellegrini).
- 23:4-43[128] (festival dei tre pellegrini); 25:8–10[129], 39–55. Archiviato il 26 marzo 2022 in Internet Archive.
- 9:1-14[130] (Pesach); 28:16-31[131] (Pesach, Shavuot); 29:12-34[132] (Sukkot).
- 15:12-18[133] (servitore ebreo); 16:1-17[134] (festival dei tre pellegrini); 20:10-14[135]; 21:10-14[136]; 23:16-17[137] (Pesach); 31:10-13[138] (Sukkot).
- 5:10-11[139] (Pesach).
- 21:19[140] (Sukkot).
- 8:1-66[141] (Sukkot); 12:32[142] (festa settentrionale come Sukkot).
- 4:1-7[143]
- 34:8-22[144]
- 45:25[145] (Sukkot).
- 2:6[146]
- 14:16-19[147] (Sukkot).
- 3:4[148] (Sukkot).
- 5:1-13[149] (schiavi ebrei); 8:14-18[150] (Sukkot).
- 5:3-14[151] (Sukkot); 7:8[152] (Sukkot); 8:12-13[153] (festival dei tre pellegrini).

### Non rabbinici
- Vangelo di Giovanni 7:1-53[154] (Sukkot).

### Rabbinici classici
- Mishnah: Peah 8:9; Sheviit 1:1–10:9; Terumot 3:6–7; Challah 4:10; Bikkurim 1:1–3:12; Pesachim 1:1–10:9; Sukkah 1:1–5:8; Beitzah 1:1–5:7; Rosh Hashanah 2:9; Chagigah 1:1–3; Ketubot 3:2, 5:6; Sotah 3:8; Kiddushin 1:2–3; Bava Kamma 1:1–10:10; Bava Metzia 2:10, 3:12, 4:10, 5:11, 7:8–8:3; Sanhedrin 1:1, 4, 6, 7:6, 8:6, 9:1, 11:1; Avot 5:9; Zevachim 14:2; Chullin 8:4; Bekhorot 1:7, 8:7; Arakhin 3:1, 3–4; Zavim 2:3. Land of Israel, circa 200 CE. Reprinted in, e.g., The Mishnah: A New Translation. Trad. di Jacob Neusner, 36, 68–93, 99, 158, 166–75, 229–51, 279–99, 303, 328–29, 383, 388–89, 453, 487–88, 503–28, 533, 537, 540, 544, 548–51, 583–85, 598, 601–02, 607, 687, 730, 781, 790, 806, 812–13, 1111. New Haven: Yale University Press, 1988. ISBN 0-300-05022-4.
- Tosefta: Berakhot 4:15; 6:1; Sheviit 1:1–8:11; Terumot 7:8; Bikkurim 1:1–2:16; Shabbat 15:17; Pisha (Pesachim) 1:1–10:13; Shekalim 3:24; Sukkah 1:1–4:28; Yom Tov (Beitzah) 2:12; Chagigah 1:1; Ketubot 3:7; 12:2; Nedarim 2:6; Sotah 8:7; 11:6; Bava Kamma 1:1–11:18; Bava Metzia 2:25–26; 4:2; 7:9–8:1; 8:20–21; Sanhedrin 3:2, 7; 11:5, 9; 12:3; Makkot 2:1–3:10; Shevuot 3:8; 5:2; 6:1, 3; Eduyot 1:15; Avodah Zarah 6:11; Zevachim 8:26; Chullin 8:11; Arakhin 2:10; 3:2; 5:9. Land of Israel, circa 300 CE. Reprinted in, e.g., The Tosefta: Translated from the Hebrew, with a New Introduction. Trad. di Jacob Neusner, 1:25, 37, 178, 203–49, 345–53, 418, 471–522, 538, 567–84, 594, 663, 752, 778, 789, 870, 879; 2:951–1022, 1033, 1044, 1063–66, 1071–72, 1150, 1153–54, 1183–85, 1202–08, 1233–34, 1236, 1240–41, 1250, 1285, 1347, 1397, 1499, 1501, 1514. Peabody, Mass.: Hendrickson Pub., 2002. ISBN 1-56563-642-2.
- Talmud gerosolimitano: Berakhot 39a, 60a, 72b, 88a; Peah 3a, 6b, 41b, 47b, 49a, 57b, 73a; Demai 28a; Sheviit 1a–87b; Terumot 29b, 31a, 61a, 75b, 101b; Maaser Sheni 38a; Challah 47b, 48b; Orlah 33b–34b; Bikkurim 1a–26b; Pesachim 1a–86a; Yoma 2b; Sukkah 1a–33b; Beitzah 1a–49b; Rosh Hashanah 4a, 7b, 17a; Megillah 6a, 15b, 18b, 35a; Moed Katan 11b; Sanhedrin 1a–b, 3b, 9a, 10b, 22a, 26b, 27b–28a, 29b. Terra d'Israele, circa 400 e.v. Rist. Talmud Yerushalmi. Cur. da Chaim Malinowitz, Yisroel Simcha Schorr, e Mordechai Marcus, voll. 1–4, 6b–8, 10–12, 18–19, 21–24, 26, 28. Brooklyn: Mesorah Publications, 2005–2012.
- Mekhilta secondo Rabbi Ishmael 58:1–80:2. Terra d'Israele, tardo IV secolo. Rist. su Mekhilta According to Rabbi Ishmael. Trad. di Jacob Neusner, vol. 2, 105–250. Atlanta: Scholars Press, 1988. ISBN 1-55540-237-2.

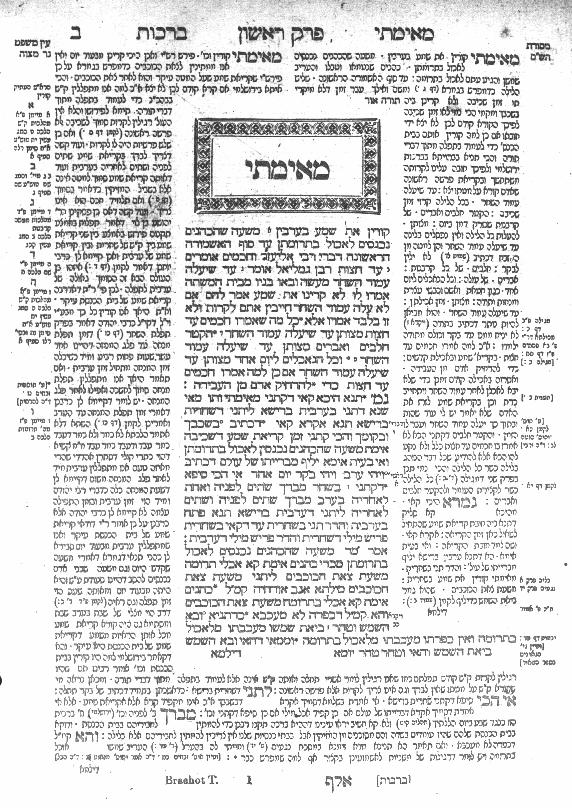
Talmud

- Talmud babilonese: Berakhot 5a, 17a, 21b, 36b, 48b, 56b, 58a, 60a; Shabbat 18a, 86b, 88a, 93b; Eruvin 51a, 54b, 65a; Pesachim 2a–121b; Yoma 2b, 3b–4b, 15b, 50a, 52b, 59a, 65a, 75a, 76a, 79a, 85a; Sukkah 2a–56b; Beitzah 2a–40b; Rosh Hashanah 11a, 13a, 25a; Taanit 28b; Megillah 15b, 31a; Moed Katan 2a–3a, 5a, 8a, 23b; Chagigah 2a, 3a, 4a–b, 6a–7a, 11a, 18a, 25a; Yevamot 4a, 5b, 7a, 22b–23a, 25a, 35a, 46b, 48b, 49b, 60a, 66b, 69b–70a, 72b, 78a, 100b–01a, 103a, 104a; Ketubot 10a, 15b, 17a, 29a–30a, 32a–34b, 36b–38b, 39b–41a, 42a–b, 44b, 46a–48a, 56a, 61b, 63a, 79b, 97b, 105a–b, 112a; Nedarim 7a, 15b, 31b–32a, 76a; Nazir 35a, 37a; Sotah 8a, 13b, 17a, 23a–b, 36a, 42b; Gittin 7a, 12b, 18a, 42a–b, 45a, 48b–49b, 51b, 65a, 77a, 88b; Kiddushin 3b–4a, 6a, 9b, 11b, 14b–15a, 16a–20a, 21b–22b, 24a–b, 30b, 34a–35a, 38a, 40a, 42b–43a, 46a, 49a, 56b, 57b–58a, 68b; Bava Kamma 2a–119b; Bava Metzia 5a–b, 10b–11a, 27a, 31a–33b, 38b–39a, 41a, 43b, 48b, 54a, 56a–b, 57b, 58b, 59b, 62a, 71a, 75b, 83a, 93a–99b, 107b, 113b, 114b; Bava Batra 4a, 23b, 28a–b, 43b, 50a, 70a, 81a, 93a, 94b, 107a, 108b, 126b, 159a; Sanhedrin 2a–b, 3b–4b, 7b, 9b, 15a–b, 17a, 18b–19a, 24b–25b, 27a, 28b, 32a, 33b, 35b–36b, 38b, 40b–41a, 43a, 47a, 52b–53a, 54b, 56a–b, 60a–b, 63a–b, 66a, 67a–b, 69a, 72a–b, 74a, 78a–79a, 80a, 83a, 84b–86a, 87b, 94a, 109a, 110b, 111b; Makkot 2b, 5a–b, 7a–13a, 18a–b, 19b, 21b, 23a; Shevuot 30b–31a, 33a, 35b, 36b, 39b, 40b, 42a–43a, 45a–b, 47a, 49a; Avodah Zarah 34b, 51a, 74a; Horayot 4b; Zevachim 24b, 38b, 66a, 69a, 70b, 97b, 82b, 115b–16a, 117a; Menachot 5b, 10a, 43b, 45a, 71a, 78b, 83b, 84b, 101b; Chullin 11a–b, 26b, 30a, 37a, 39b, 42a, 47b, 68a–b, 73b, 75a, 77a, 81a–b, 82b, 89a, 98b, 101a, 102b, 103b, 108b, 113a, 114a, 115b–16a, 120b, 131a, 134a, 137a; Bekhorot 2b, 10a, 11a, 13a, 26b, 34a, 49b, 50b–51b, 55b, 57a; Arakhin 2b, 6b–7a, 13b, 14b, 18b, 19b, 25b, 29a, 30b, 33a; Temurah 3b–4a, 25b, 30a–b; Keritot 4a, 8b–9a; Meilah 13a; Niddah 8a, 40a, 47b–48a. Babilonia, VI secolo. Rist. (EN)  su Talmud Bavli. Curato da Yisroel Simcha Schorr, Chaim Malinowitz, e Mordechai Marcus, 72 voll. Brooklyn: Mesorah Publications, 2006.

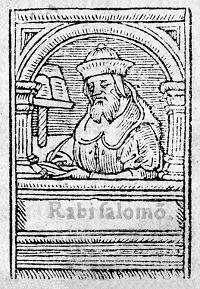
Rashi

### Medievali
- Esodo Rabbah 30:1–32:9. X secolo. Rist. su Midrash Rabbah: Exodus. Trad. (EN)  di S. M. Lehrman, vol. 3: 346–413. Londra: Soncino Press, 1939. ISBN 0-900689-38-2.
- Rashi on Exodus 21–24. Troyes, Francia, tardo XI secolo. Rist. su Yisrael Isser Zvi Herczeg. Rashi: The Torah: With Rashi's Commentary Translated, Annotated, and Elucidated, vol. 2, 247–317. Brooklyn: Mesorah Publications, 1994. ISBN 0-89906-027-7.
- Yehuda Halevi. Kuzari. 2:14; 3:1, 35, 47; 4:3, 11. Toledo, Spagna, 1130–1140. Rist. su Jehuda Halevi. Kuzari: An Argument for the Faith of Israel. Introd. di Henry Slonimsky, 90, 135, 168, 175, 204, 217. New York: Schocken, 1964. ISBN 0-8052-0075-4.
- Maimonide. Mishneh Torah, Intro.:1. Archiviato il 14 giugno 2023 in Internet Archive. Cairo, Egitto, 1170–1180.
- Zohar 2:94a–126a.[collegamento interrotto] Spagna, tardo XIII secolo. Rist. su The Zohar. Trad. di Harry Sperling & Maurice Simon. 5 voll. Londra: Soncino Press, 1934.
- Isaac Abrabanel. Principi della fede. Capp. 3, 5, 12, 17, 19. Napoli, Italia, 1494.

### Moderni

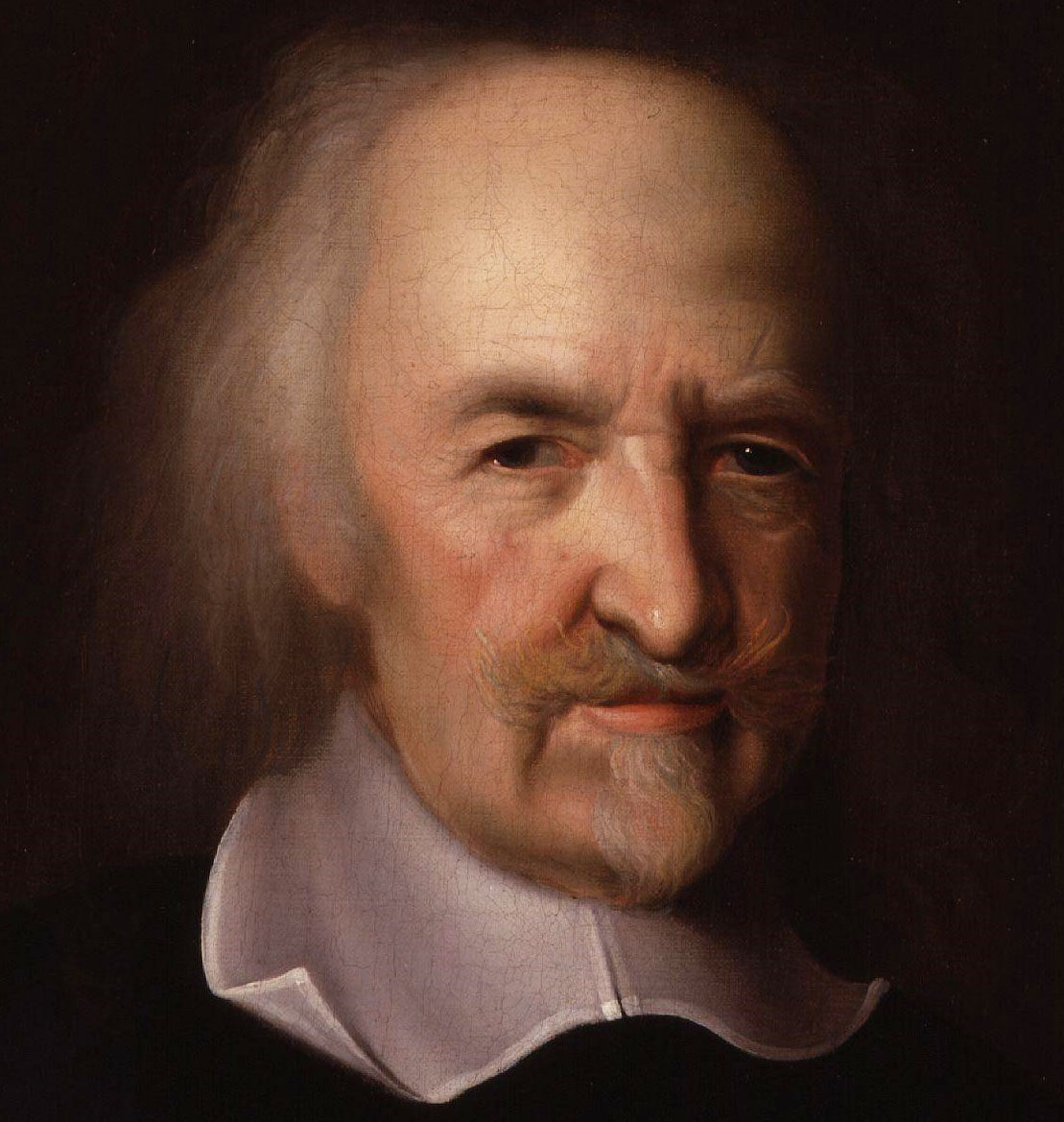
Thomas Hobbes

- Thomas Hobbes. Leviatano, 3:40. Inghilterra, 1651. Rist. curata da C. B. Macpherson, 503. Harmondsworth, Inghilterra: Penguin Classics, 1982. ISBN 0-14-043195-0.
- Thomas Mann. Giuseppe e i suoi fratelli. Trad. (EN)  di John E. Woods, 305, 535–36. New York: Alfred A. Knopf, 2005. ISBN 1-4000-4001-9. Originale (DE)  Joseph und seine Brüder. Stockholm: Bermann-Fischer Verlag, 1943.
- Abraham Joshua Heschel. Man's Quest for God: Studies in Prayer and Symbolism, 18. New York: Charles Scribner's Sons, 1954.
- Morris Adler. The World of the Talmud, 30, 42. B'nai B'rith Hillel Foundations, 1958. Rist. Kessinger Publishing, 2007. ISBN 0-548-08000-3.
- Jacob Milgrom. “First fruits, OT.” In The Interpreter's Dictionary of the Bible. Supp. vol., 336–37. Nashville, Tenn.: Abingdon, 1976. ISBN 0-687-19269-2.
- Jacob Milgrom. “‘You Shall Not Boil a Kid in Its Mother's Milk': An archaeological myth destroyed.” Bible Review. 1 (3) (1985): 48–55.
- David Kader. “Torts and Torah.” (1986). Journal of Law & Religion. 4 (1986): 161, 164–167.
- Ben Zion Bergman. “A Question of Great Interest: May a Synagogue Issue Interest-Bearing Bonds?” New York: Rabbinical Assembly, 1988. YD 167:1.1988a. Rist. in Responsa: 1980–1990: The Committee on Jewish Law and Standards of the Conservative Movement. Cur. da David J. Fine, 319–23. New York: Rabbinical Assembly, 2005. ISBN 0-916219-27-5.
- Avram Israel Reisner. “Dissent: A Matter of Great Interest” New York: Rabbinical Assembly, 1988. YD 167:1.1988b. Rist. Responsa: 1980–1990: The Committee on Jewish Law and Standards of the Conservative Movement. Cur. da David J. Fine, 324–28. New York: Rabbinical Assembly, 2005. ISBN 0-916219-27-5.
- Aaron Wildavsky. Assimilation versus Separation: Joseph the Administrator and the Politics of Religion in Biblical Israel, 3–4. New Brunswick, N.J.: Transaction Publishers, 1993. ISBN 1-56000-081-3.
- Jacob Milgrom. “‘The Alien in Your Midst’: Every nation has its ger: the permanent resident. The Torah commands us, first, not to oppress the ger, and then to befriend and love him.” Bible Review. 11 (6) (1995).
- Marc Gellman. “The Commandments on Moses' Sleeves.” In God's Mailbox: More Stories About Stories in the Bible, 60–67. New York: Morrow Junior Books, 1996. ISBN 0-688-13169-7.
- Jacob Milgrom. “Lex Talionis and the Rabbis: The Talmud reflects an uneasy rabbinic conscience toward the ancient law of talion, ‘eye for eye, tooth for tooth.’” Bible Review. 12 (2) (Apr. 1996).
- Baruch J. Schwartz. “What Really Happened at Mount Sinai? Four biblical answers to one question.” Bible Review. 13 (5) (Oct. 1997).
- Jack M. Sasson. “Should Cheeseburgers Be Kosher? A Different Interpretation of Five Hebrew Words.” Bible Review 19 (6) (2003): 40–43, 50–51.
- Joseph Telushkin. The Ten Commandments of Character: Essential Advice for Living an Honorable, Ethical, Honest Life, 218–20, 275–78. New York: Bell Tower, 2003. ISBN 1-4000-4509-6.
- Lawrence Kushner. Kabbalah: A Love Story, 8. New York: Morgan Road Books, 2006. ISBN 0-7679-2412-6.
- Suzanne A. Brody. “Watcher of the World.” In Dancing in the White Spaces: The Yearly Torah Cycle and More Poems, 80. Shelbyville, Kentucky: Wasteland Press, 2007. ISBN 1-60047-112-9.
- Shai Cherry. “The Hebrew Slave.” In Torah Through Time: Understanding Bible Commentary, from the Rabbinic Period to Modern Times, 101–31. Philadelphia: The Jewish Publication Society, 2007. ISBN 0-8276-0848-9.
- Esther Jungreis. Life Is a Test, 254. Brooklyn: Shaar Press, 2007. ISBN 1-4226-0609-0.
- Gloria London. “Why Milk and Meat Don't Mix: A New Explanation for a Puzzling Kosher Law.” Biblical Archaeology Review. 34 (6) (Nov./Dec. 2008): 66–69.
- James A. Diamond. “Nachmanides and Rashi on the One Flesh of Conjugal Union: Lovemaking vs. Duty.” Harvard Theological Review. 102 (2) (2009): 193–224.
- Joseph Telushkin. Hillel: If Not Now, When? 47–52. New York: Nextbook, Schocken, 2010. ISBN 978-0-8052-4281-2. (prozbol).
- Dipartimento di Stato USA. Trafficking in Persons Report: June 2012.

### Testi
- "Parashat Mishpatim ", su torah.it
- "Haftarah di Mishpatim " cantata, su torah.it
- Commentari e canti della "Parashat Mishpatim", su torah.it
- Masoretic text Testo Masoretico e traduzione JPS 1917, su mechon-mamre.org.
- Parashah cantata, su bible.ort.org. URL consultato l'11 febbraio 2013 (archiviato dall'url originale il 14 maggio 2011).
- Parashah in ebraico, su mechon-mamre.org.

### Commentari
- Academy for Jewish Religion, California, su ajrca.org.
- Academy for Jewish Religion, New York, su ajrsem.org.
- Aish.com. URL consultato l'11 febbraio 2013 (archiviato dall'url originale il 17 marzo 2013).
- Akhlah: The Jewish Children’s Learning Network, su akhlah.com. URL consultato l'11 febbraio 2013 (archiviato dall'url originale il 10 novembre 2012).
- American Jewish University, su judaism.ajula.edu (archiviato dall'url originale il 19 aprile 2012).
- Anshe Emes Synagogue, Los Angeles, su anshe.org. URL consultato l'11 febbraio 2013 (archiviato dall'url originale il 1º novembre 2012).
- Ari Goldwag, su arigoldwag.com. URL consultato l'11 febbraio 2013 (archiviato dall'url originale il 27 luglio 2013).
- Bar-Ilan University, su biu.ac.il.
- Chabad.org.
- eparsha.com.
- G-dcast, su g-dcast.com. URL consultato l'11 febbraio 2013 (archiviato dall'url originale il 20 marzo 2013).
- The Israel Koschitzky Virtual Beit Midrash, su vbm-torah.org. URL consultato l'11 febbraio 2013 (archiviato dall'url originale il 5 febbraio 2012).
- Jewish Agency for Israel, su jewishagency.org. URL consultato l'11 febbraio 2013 (archiviato dall'url originale il 2 ottobre 2012).
- Jewish Theological Seminary (XML), su jtsa.edu. URL consultato l'11 febbraio 2013 (archiviato dall'url originale l'11 marzo 2013).
- Miriam Aflalo, su mishpacha.com. URL consultato l'11 febbraio 2013 (archiviato dall'url originale il 6 aprile 2012).
- MyJewishLearning.com. URL consultato l'11 febbraio 2013 (archiviato dall'url originale il 7 ottobre 2008).
- Ohr Sameach, su ohr.edu.
- Orthodox Union, su ou.org.
- OzTorah, Torah from Australia, su oztorah.com.
- Oz Ve Shalom — Netivot Shalom, su netivot-shalom.org.il. URL consultato l'11 febbraio 2013 (archiviato dall'url originale il 24 giugno 2010).

- Pardes from Jerusalem, su pardes.org.il. URL consultato l'11 febbraio 2013 (archiviato dall'url originale il 15 aprile 2012).
- Parsha Parts (PDF), su parshaparts.com. URL consultato l'11 febbraio 2013 (archiviato dall'url originale il 23 febbraio 2012).
- Rabbi Dov Linzer, su rabbidovlinzer.blogspot.com.
- RabbiShimon.com. URL consultato l'11 febbraio 2013 (archiviato dall'url originale il 16 marzo 2012).
- Rabbi Shlomo Riskin, su ohrtorahstone.org.il. URL consultato l'11 febbraio 2013 (archiviato dall'url originale il 21 agosto 2011).
- Rabbi Shmuel Herzfeld, su rabbishmuel.com. URL consultato l'11 febbraio 2013 (archiviato dall'url originale l'11 marzo 2013).
- Reconstructionist Judaism, su jrf.org.
- Sephardic Institute, su judaic.org. URL consultato l'11 febbraio 2013 (archiviato dall'url originale il 26 luglio 2011).
- Shiur.com.
- 613.org Jewish Torah Audio, su 613.org. URL consultato l'11 febbraio 2013 (archiviato dall'url originale il 27 settembre 2011).
- Tanach Study Center, su tanach.org.
- Torah from Dixie, su tfdixie.com. URL consultato l'11 febbraio 2013 (archiviato dall'url originale il 5 marzo 2012).
- Torah.it, su archivio-torah.it.
- Torah.org.
- Torahvort.com.
- Union for Reform Judaism, su urj.org. URL consultato l'11 febbraio 2013 (archiviato dall'url originale il 27 dicembre 2012).
- United Hebrew Congregations of the Commonwealth, su chiefrabbi.org.
- United Synagogue of Conservative Judaism, su uscj.org. URL consultato l'11 febbraio 2013 (archiviato dall'url originale il 14 agosto 2012).
- What’s Bothering Rashi?, su shemayisrael.com.
- Yeshiva University, su yutorah.org. URL consultato l'11 febbraio 2013 (archiviato dall'url originale il 18 dicembre 2019).